# John R. Bolton

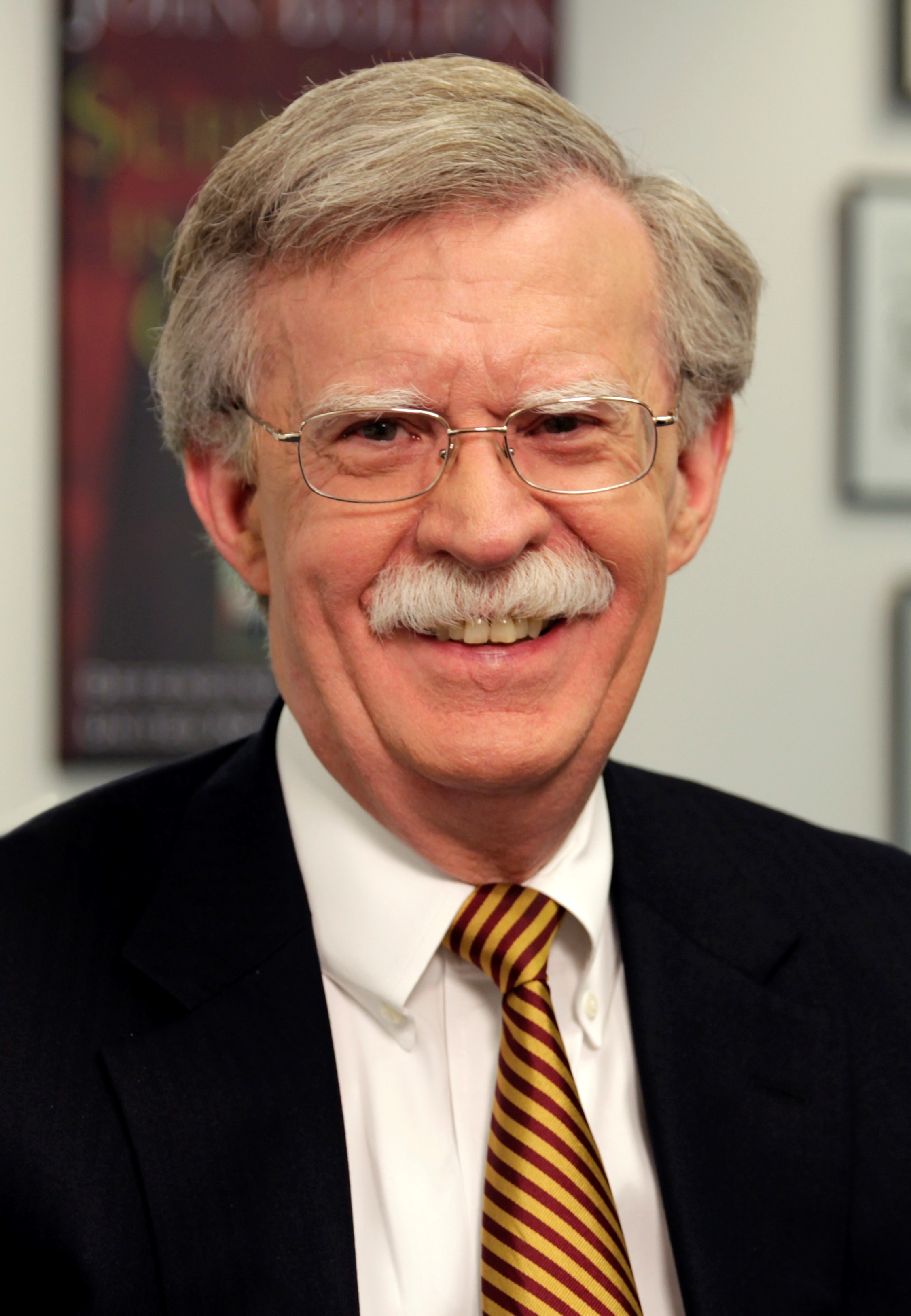
John R. Bolton (2018)

John Robert Bolton (* 20. November 1948 in Baltimore, Maryland) ist ein US-amerikanischer Politiker der Republikanischen Partei und Diplomat. Vom 9. April 2018 bis zu seinem Rücktritt am 10. September 2019 war er Nationaler Sicherheitsberater für US-Präsident Donald Trump.
Bolton gilt als einer der Architekten des Irakkriegs 2003 und war von August 2005 bis Dezember 2006 Botschafter der USA bei den Vereinten Nationen. Bolton wurde als Neokonservativer beschrieben, wobei er selbst diese Charakterisierung ablehnte.

## Familie, Ausbildung und Beruf
Bolton wurde in Baltimore als Sohn von Virginia Clara „Ginny“ (geb. Godfrey), einer Hausfrau, und Edward Jackson „Jack“ Bolton, einem Feuerwehrmann, geboren. Er wuchs in der Arbeitersiedlung Yale Heights auf und qualifizierte sich für die McDonogh School in Owings Mills, Maryland, wo er 1966 seinen Abschluss machte. Er engagierte sich für die Kampagne des rechten Politikers Barry Goldwater bei dessen Präsidentschaftswahlkampf 1964.
Bolton studierte an der Yale University. Dort erwarb er 1970 den Bachelor of Arts und 1974 den Juris Doctor mit summa cum laude. Bill und Hillary Clinton waren seine Kommilitonen. 1972 war Bolton ein Sommerpraktikant bei Vizepräsident Spiro Agnew. Während dieser Zeit meldete er sich bei der Maryland Army National Guard, womit er einen Kriegsdienst im Vietnamkrieg umging. Später schrieb er, dass er keine Lust hatte, in einem südostasiatischen Reisfeld zu sterben, er habe zu diesem Zeitpunkt den Krieg bereits für verloren gehalten. In seinen Memoiren Surrender Is Not an Option äußerte er sich dazu später, er habe nicht bei der Eroberung eines Landes sterben wollen, das dann später von Ted Kennedy zurückgegeben werde.
Von 1983 bis 1985 war Bolton Associate der Anwaltskanzlei Covington & Burling in Washington, wo er auch von 1993 bis 1999 arbeitete. Er war auch Partner in der Anwaltskanzlei Lerner, Reed, Bolton & McManus.

## Politische und administrative Laufbahn

### Unter Reagan und George Bush 1981 bis 1993
Während der Amtszeiten der Präsidenten Ronald Reagan und George H. W. Bush arbeitete Bolton zunächst für die US Agency for International Development (USAID) (1981–1983) sowie im Anschluss als Assistant Attorney General für das US-Justizministerium (1985–1989) und als Unterstaatssekretär für internationale Organisationen (Assistant Secretary of State for International Organization Affairs) beim US-Außenministerium (1989–1993). Er war auch Vorstandsvorsitzender eines Entschließungskomitees der Republikaner. Vor seiner Mitarbeit in der Regierung Bush war der als neokonservativ eingeschätzte Bolton Senior Vice President für Public Policy Research beim American Enterprise Institute. Zwischen 1997 und 2000 arbeitete Bolton ehrenamtlich in einer persönlichen Gesandtschaft von Kofi Annan in der Westsahara.

### Unter George W. Bush 2001 bis 2006
Am 20. Januar 2001 wurde George W. Bush US-Präsident. 
Am 11. Mai 2001 wurde Bolton als Staatssekretär für Rüstungskontrolle und Internationale Sicherheit (Under Secretary of State for Arms Control and International Security Affairs) vereidigt. In dieser Funktion war er 2003 Delegationsmitglied der Sechsparteiengespräche zum nordkoreanischen Atomprogramm. Aus dieser Delegation wurde er entlassen, nachdem er Kim Jong-il den „tyrannischen Diktator“ eines Landes, in dem für viele „das Leben ein höllischer Albtraum“ sei, genannt hatte. Dem hatte ein nordkoreanischer Sprecher entgegnet: „Solch ein menschlicher Abschaum (scum) und Blutsauger ist für die Teilnahme an diesen Gesprächen ungeeignet.“
Am 7. März 2005 schlug George W. Bush ihn als UNO-Botschafter vor. Am 12. Mai 2005 versagte der US-Senat Bolton trotz einer Stimmenmehrheit der Republikaner von 55 zu 45 die Bestätigung: auch konservative Senatoren übten (teils harte) Kritik an Bolton. Ihm wurde unter anderem vorgeworfen, die CIA unter Druck gesetzt zu haben, ihm genehme Berichte zu schreiben. Auch 60 pensionierte US-Diplomaten plädierten in einem Schreiben an die Senatoren gegen die Nominierung Boltons. Zur Blockade nutzten die Demokraten im Senat das abstimmungstaktische Manöver eines Filibuster, bei dem Anträge auf Ende der Aussprache blockiert wurden, so dass über Boltons Kandidatur aus formalen Gründen nicht abgestimmt werden konnte. Anträge zum Brechen des Filibuster erreichten 57 bzw. 54 von 60 notwendigen Stimmen. Wäre es zu einer tatsächlichen Abstimmung gekommen, hätte Bolton sie nach Einschätzung von Beobachtern gewonnen, da 51 Stimmen ausgereicht hätten.
Am 1. August 2005 wurde Bolton von Bush per Dekret ohne Bestätigung des Senates zum UNO-Botschafter ernannt. Die US-Verfassung gestattet dem Präsidenten direkte Postenbesetzungen in den Sitzungspausen („Recess Appointment“). Die Gültigkeit dieser Ernennung lief am Ende der Legislaturperiode des Kongresses aus. Dies war der erste Fall, dass ein US-Botschafter bei der UNO auf diese Weise eingesetzt wurde.
Am 4. Dezember 2006 teilte das Weiße Haus mit, Bolton habe sich entschlossen, für das Amt als Botschafter bei den Vereinten Nationen nach Ablauf der Legislaturperiode nicht mehr zur Verfügung zu stehen. Vermutlich waren der Grund die Kongresswahlen, bei denen die Demokraten die Mehrheit in beiden Kammern erlangt hatten. Die Demokraten hatten sich seit jeher gegen Bolton als UNO-Botschafter ausgesprochen und hätten eine weitere Kandidatur wohl nicht unterstützt. Alejandro Daniel Wolff übernahm am 1. Januar 2007 interimistisch Boltons Amt; Zalmay Khalilzad wurde sein Nachfolger. Boltons Amtsführung galt, nachdem er jahrelang als scharfer Kritiker der UNO hervorgetreten war, als aggressiv und umstritten; er setzte sich insbesondere für Belange des Staates Israel ein.

### Nach Bush 2006 bis 2018
2011 teilte der republikanische Politiker Newt Gingrich mit, er werde Bolton zum Außenminister machen, wenn er bei der Wahl 2012 US-Präsident werden sollte. Nach der Wahl Donald Trumps 2016 zum Präsidenten, dessen Kandidatur Bolton, ein ehemaliger Protegé des früheren US-Außenministers James Baker, zuvor unterstützt hatte, galt Bolton erneut als ein Favorit für dieses Amt.
Von 2013 bis 2018 war Bolton Vorsitzender der rechtskonservativen und islamkritischen Denkfabrik Gatestone Institute. Das Institut zog Kritik auf sich, weil es Falschinformationen und Unwahrheiten viral verbreitete.

### Nationaler Sicherheitsberater unter Trump 2018 bis 2020
Im März 2018 gab US-Präsident Donald Trump bekannt, dass Bolton ab dem 9. April in der Nachfolge von H. R. McMaster als Nationaler Sicherheitsberater in seine Regierung eintreten wird. Seine Nominierung sah die Times of Israel als Zeichen dafür, dass die Regierung Trump vor den anstehenden Gesprächen über das iranische und nordkoreanische Atomprogramm eine harte Linie an der Seite Israels ansteuere. In der Frage der russischen Einmischung in den Präsidentschaftswahlkampf 2016 hat Bolton jedoch – im Gegensatz zu seinem Amtsvorgänger – Zweifel an der Involvierung offizieller russischer Stellen geäußert. Die Neue Zürcher Zeitung urteilte, Boltons „rigider Nationalismus“ passe genau zu Trumps Politik des America First.
Im Juli 2018 forderte Verteidigungsminister Mattis Bolton brieflich auf, sich mit seinen Ministerkollegen besser abzustimmen, namentlich über die aktuelle US-Politik gegenüber Syrien, Russland und Nordkorea. Weder zur Vor- noch Nachbereitung der Treffen Trumps mit Kim Jong-un und Putin hatte Bolton die bis dahin üblichen Gespräche auf Ministerebene zur strategischen Abstimmung, Information und Beratung des Präsidenten anberaumt.
Am 10. September 2019 forderte Präsident Trump Bolton zum Amtsverzicht auf. Er habe in wesentlichen sicherheits- und außenpolitischen Fragen nicht mit Trump übereingestimmt. Kurz darauf reichte Bolton seinen Rücktritt ein, den er nach eigenen Angaben dem Präsidenten bereits am Vorabend angeboten hatte.
Präsident Trump kündigte eine Woche später an, er werde Robert C. O’Brien zum neuen Sicherheitsberater ernennen.

### Zeit nach dem Ausscheiden aus der Trump-Regierung ab 2020
Anfang 2020 gab Bolton bekannt, er werde im Amtsenthebungsverfahren gegen Donald Trump vor dem US-Senat zur Ukraine-Affäre aussagen, wenn der Senat ihn per Strafandrohung zur Aussage auffordern werde.
Im Juni 2020 versuchte die US-Regierung unter Donald Trump, die Veröffentlichung von John Boltons Buch The Room Where It Happened (Titel der deutschen Ausgabe: Der Raum, in dem alles geschah), in dem dieser über seine Erlebnisse als Sicherheitsberater während Donald Trumps erster Präsidentschaft berichtete, gerichtlich zu unterbinden. Das Buch charakterisiert Trump als inkompetent und korrupt. Ein Gericht in Washington lehnte eine einstweilige Verfügung jedoch ab. Die Regierung habe nicht hinreichend dargelegt, dass mit einem Veröffentlichungsverbot noch „irreparable Schäden vermieden“ werden könnten, da das Buch bereits gedruckt und international in der Distribution war, mit geplantem Verkaufsbeginn drei Tage später.
Seitdem Trump die US-Präsidentschaftswahl im November 2020 verlor, behauptet er ohne Belege, ihm wäre der Wahlsieg durch Wahlbetrug gestohlen worden (Big Lie). Er und sein Team gewannen keine einzige von über 50 Klagen gegen Wahlergebnisse. Bolton warnte Mitte November 2020 davor, dass das Märchen vom Wahlbetrug sich in den Köpfen von Millionen Amerikanern festsetzen könnte, und appellierte an seine Partei, Bidens Wahlsieg anzuerkennen. Er kritisierte auch, dass Trump den Präsidentschaftsübergang verzögerte.
Am Tag der Amtseinführung von Joe Biden wurde Bolton von der Regierung der Volksrepublik China zur unerwünschten Person erklärt.
Gegenüber dem Untersuchungsausschuss zum Sturm auf das Kapitol sowie gegenüber der CNN erklärte Bolton im Juli 2022, dass er als Sicherheitsberater von Trump beim Vorbereiten von Regierungsumstürzen mitgewirkt habe. Dies sei „eine Menge Arbeit“ gewesen. Als Beispiel nannte er die öffentliche Unterstützung der venezolanischen Gegenregierung um Juan Guaidó.
Im Dezember 2022 sagte Bolton, dass er eine Kandidatur zur Präsidentschaftswahl 2024 erwäge, falls andere potenzielle republikanische Kandidaten den Kommentar von Trump zur Aufkündigung der Verfassung nicht anprangerten. Bolton wertete Trumps Aussage als Disqualifikation für ein öffentliches Amt und forderte, dass Präsidentschaftskandidaten aktiv gegen diejenigen vorgehen müssen, die die US-Verfassung untergrüben.

## Positionen
Bolton gilt als Anhänger einer aggressiven, militärische Optionen nutzenden Außenpolitik („Falke“, nicht „Taube“). Seinen Kritikern entgegnet Bolton, dass sein Handeln „klare Unterstützung für effektive multilaterale Diplomatie zeigt“. Als Mitglied des Project for the New American Century war Bolton Mitunterzeichner eines Aufrufs an Präsident Bill Clinton, der 1998 gedrängt wurde, Saddam Hussein zu entmachten, und zwar durch den Einsatz von diplomatischen, politischen und militärischen Mitteln. Die Unterzeichner des Aufrufes vertraten auch die Ansicht, dass die „amerikanische Politik sich nicht weiterhin von einem fehlgeleiteten Konsenszwang im Sicherheitsrat der Vereinten Nationen verkrüppeln“ lassen darf. Im Jahr 2000 äußerte er in einem Radiointerview: „Wenn ich den Sicherheitsrat heute neu zusammenstellen müsste, dann hätte dieser genau ein ständiges Mitglied, weil das den tatsächlichen Machtverhältnissen in der Welt entspricht.“
Immer wieder hat Bolton die Vereinten Nationen scharf kritisiert. 1994 sagte er in einem Forum der „Federalist Society“: „Es gibt eigentlich keine ‚Vereinten Nationen‘. Es gibt eine internationale Gemeinschaft, die aber nur von der einzigen verbleibenden Supermacht angeführt werden kann, den Vereinigten Staaten.“ Er sagte auch: „Das Gebäude der Vereinten Nationen (in New York) hat 38 Stockwerke, aber wenn es zehn davon verlöre, würde das auch keinen Unterschied machen.“ Auch gilt er als scharfer Kritiker des UN-Menschenrechtsrats, dessen Gründung er im Juni 2006 Presseberichten zufolge „als geschminkte Raupe statt eines Schmetterlings“ bezeichnete. Thomas Assheuer kommentierte Ende 2005, Bolton erwecke den Eindruck, er wolle die UNO „zu einer Spezialfirma für postmilitärische Nachsorge entmündigen, zu einer Mutter Teresa im Feldlazarett des Hegemon“.
Bolton setzte sich für das Recht ein, dass Privatpersonen weltweit Schusswaffen tragen dürfen. In seinem Buch begründet er diese Ansicht auch mit dem Interesse der USA, „Freiheitsgruppen“ weltweit ausrüsten zu können. Als UNO-Botschafter setzte er sich vehement gegen Abkommen zur Kontrolle von Kleinwaffen ein.
Auf dem Parteitag der britischen Conservative Party 2007 meinte Bolton in Bezug auf den Iran: „Die USA hatten einst die Fähigkeit, in verdeckter Weise einen Sturz von Regierungen einzufädeln. Ich wünschte, wir könnten dies wieder haben.“ Im Atomabkommen mit dem Iran vom 14. Juli 2015 sieht Bolton eine Bedrohung für den Weltfrieden, da es Iran nicht wirksam daran hindere, Atomwaffen zu bauen. Mehrfach rief Bolton dazu auf, gegen das iranische Atomprogramm militärisch vorzugehen. Allerdings lehnte er einen Regimewechsel im Iran mit militärischen Mitteln explizit ab, weil das Regime bereits kurz vor dem Sturz durch die iranische Bevölkerung stünde. Bolton war der Ansicht, dass die Trump-Regierung die Menschen im Iran dabei unterstützen müsste das Regime zu stürzen, was seiner Ansicht nach nicht geschehen sei. Ende November 2016 warnte Bolton den noch amtierenden Präsidenten Obama davor, in der Übergangsphase Palästina als Staat anzuerkennen.
Im Januar 2021 betitelte Bolton Donald Trump nach dem Sturm aufs Kapitol als schlechtesten Präsidenten aller Zeiten, der damit James Buchanan ablöst. Eine Amtsenthebung sei darüber hinaus nun gerechtfertigt, wenn klar ist, dass der „Präsident einen Mob gegen seine eigene Regierung ins Feld schicken würde“.

## Schriften
- Surrender Is Not an Option: Defending America at the United Nations and Abroad. Threshold Editions, New York/London/Toronto/Sydney 2007, ISBN 978-1-4165-5285-7. (Vorschau).
- Der Raum, in dem alles geschah: Aufzeichnungen des ehemaligen Sicherheitsberaters im Weißen Haus. Das Neue Berlin, Berlin 2020, ISBN 978-3-360-01371-2. (Original: The Room Where It Happened: A White House Memoir. Simon & Schuster, New York 2020, ISBN 978-1-982148-03-4.)